# Eucyclosis variegata
Eucyclosis variegata är en tvåvingeart som beskrevs av Mario Bezzi 1928. Eucyclosis variegata ingår i släktet Eucyclosis och familjen lövflugor.
Artens utbredningsområde är Fiji. Inga underarter finns listade i Catalogue of Life.